# Tlalchocohuite
Tlalchocohuite är en ort i Mexiko.   Den ligger i kommunen Juan R. Escudero och delstaten Guerrero, i den södra delen av landet, 260 km söder om huvudstaden Mexico City. Tlalchocohuite ligger 142 meter över havet och antalet invånare är 146.
Terrängen runt Tlalchocohuite är huvudsakligen kuperad, men österut är den bergig. Runt Tlalchocohuite är det ganska glesbefolkat, med 34 invånare per kvadratkilometer. Närmaste större samhälle är Tierra Colorada, 8,5 km norr om Tlalchocohuite. I omgivningarna runt Tlalchocohuite växer huvudsakligen savannskog.